# Обман (фильм, 1915)
«Обман» (англ. The Cheat) — немой фильм Сесиля Блаунта де Милля.

## Сюжет
Эдит Харди крадёт пожертвованные деньги, чтобы вложить их в акции. Потеряв деньги, она обращается за займом к богатому бирманцу. Она получает заём, но когда позже пытается вернуть его, бирманец говорит, что в качестве вознаграждения ему нужна сама Эдит. Когда она начинает сопротивляться, он клеймит её и объявляет своей собственностью. Эдит ранит его в плечо. Её муж Ричард берёт вину на себя. Потом наступает неожиданная развязка.

## В ролях
- Фанни Уорд — Эдит Харди
- Сэссю Хаякава — Хака Аракау
- Джек Дин — Ричард Харди
- Ютака Абэ — слуга Хака Аракау
- Джеймс Нил — Джонс
- Реймонд Хэттон — присутствующий в зале суда (в титрах не указан)
- Дик Ла Рено — присутствующий в зале суда (в титрах не указан)

## История создания
Первоначально по сценарию главный герой был японским торговцем слоновой костью по имени Хисюру Тори. Поскольку Япония в то время была союзником США и американские японцы протестовали против отрицательного японского персонажа, главный герой стал бирманцем и сменил имя.
В январе 1916 года Фанни Уорд и Джек Дин поженились и оставались вместе до смерти Дина в 1950 году.